# Burgäschisee
Der Burgäschisee ist ein See unterhalb der Ortschaft Aeschi im Schweizer Mittelland, in den Kantonen Bern und Solothurn.
Er ist der grösste See im Kanton Solothurn; etwa ein Drittel der Seefläche gehört zum Kanton Bern. Der mittlere Wasserspiegel liegt auf etwa 465 m ü. M.; der See ist bis zu 31 m tief. In der Umgangssprache der Region wird der See oft einfach als Aeschisee bezeichnet.

## Lage
Der Burgäschisee liegt wenige Kilometer südwestlich von Herzogenbuchsee in einer nur leicht hügeligen Landschaft und ist bequem erreichbar, da er gleich in der Nähe der Hauptstrasse T1 Richtung Kirchberg liegt. Die Seefläche teilen sich die Solothurner Gemeinde Aeschi und die Berner Gemeinde Seeberg.

## Umgebung
Der See liegt bis auf das Ostufer fast gänzlich im Wald und lässt sich zu Fuss in ca. einer halben Stunde umrunden. Die Schilfgebiete befinden sind hauptsächlich am Nord-, West- und Südufer.

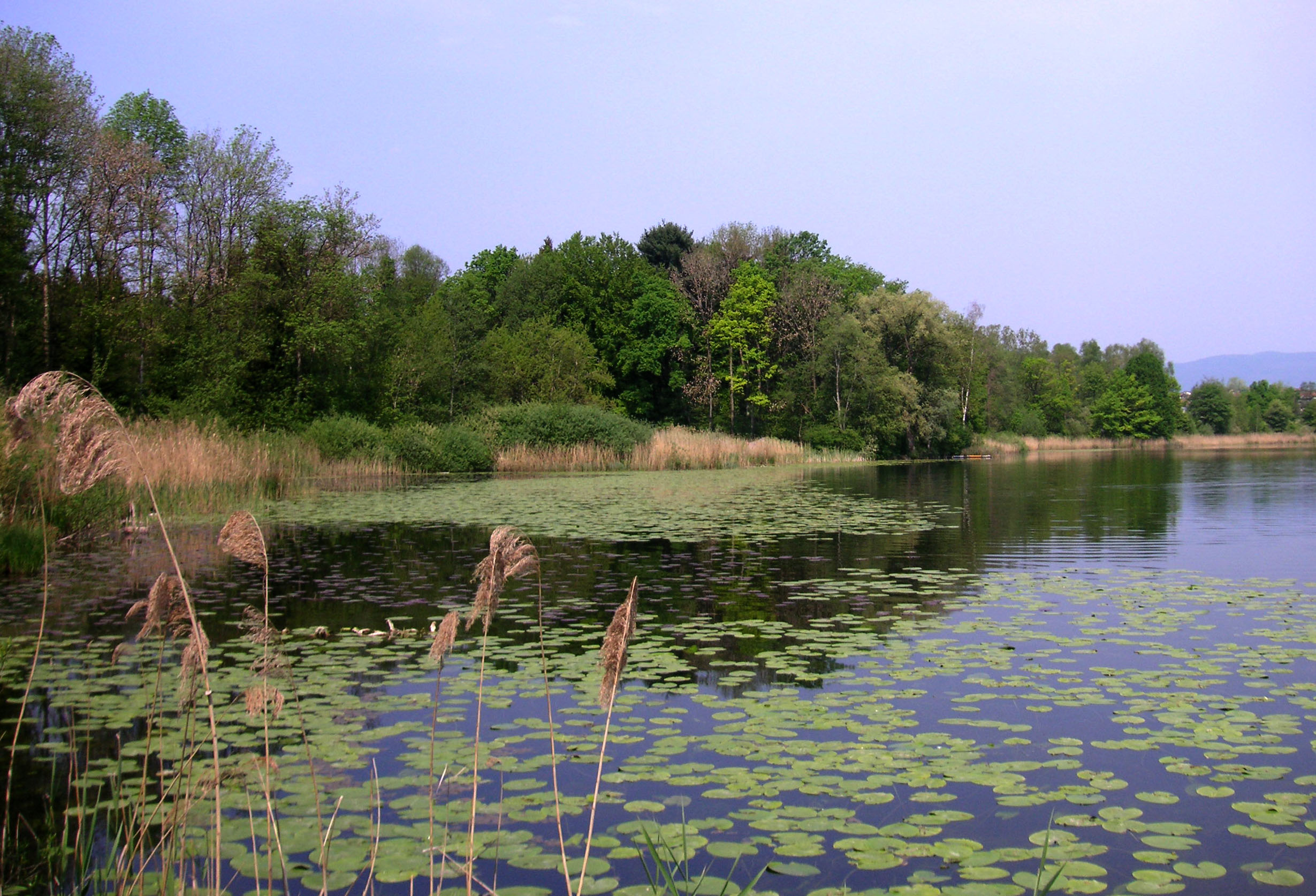
Schilf Aeschisee
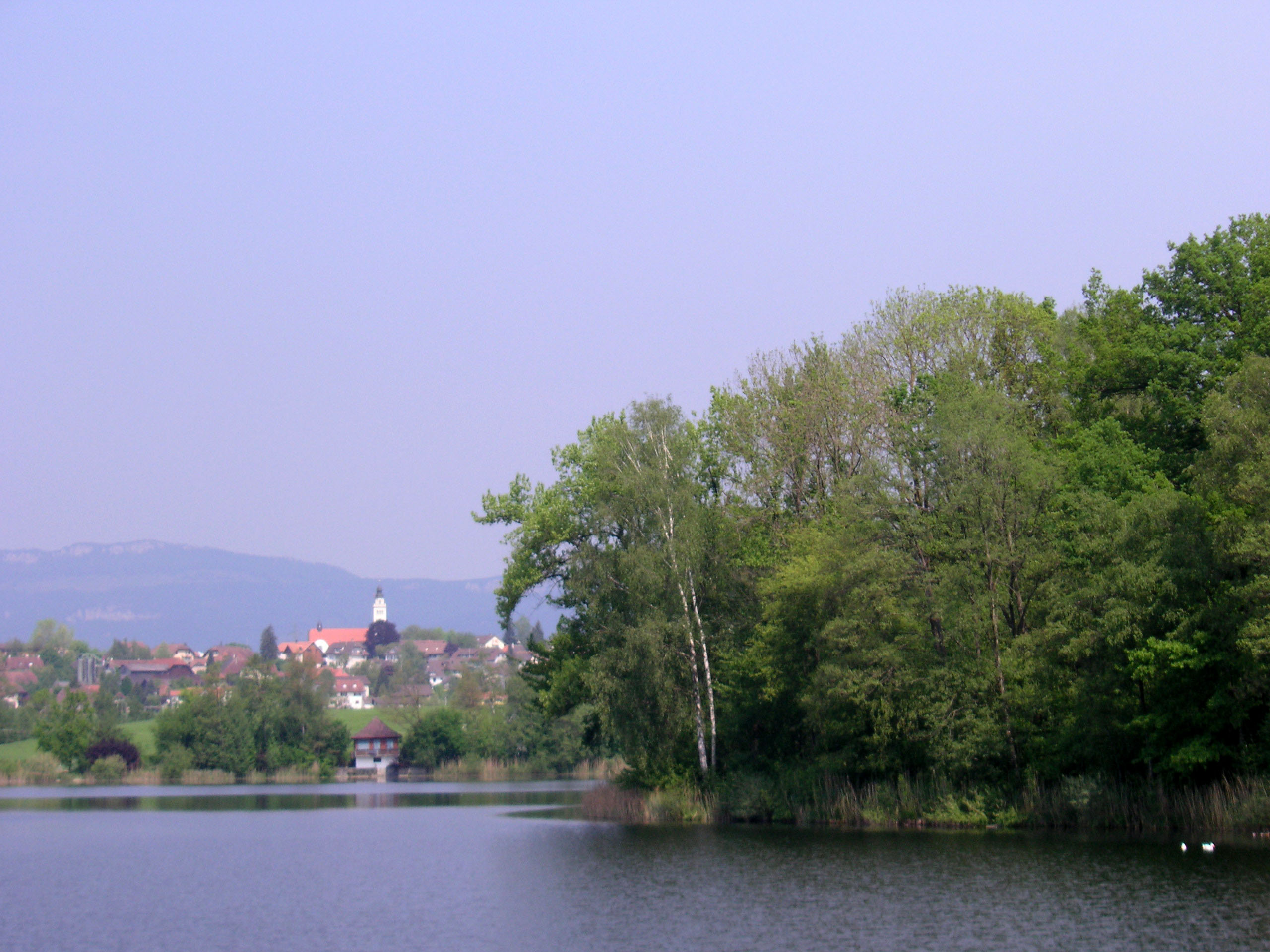
Aeschisee
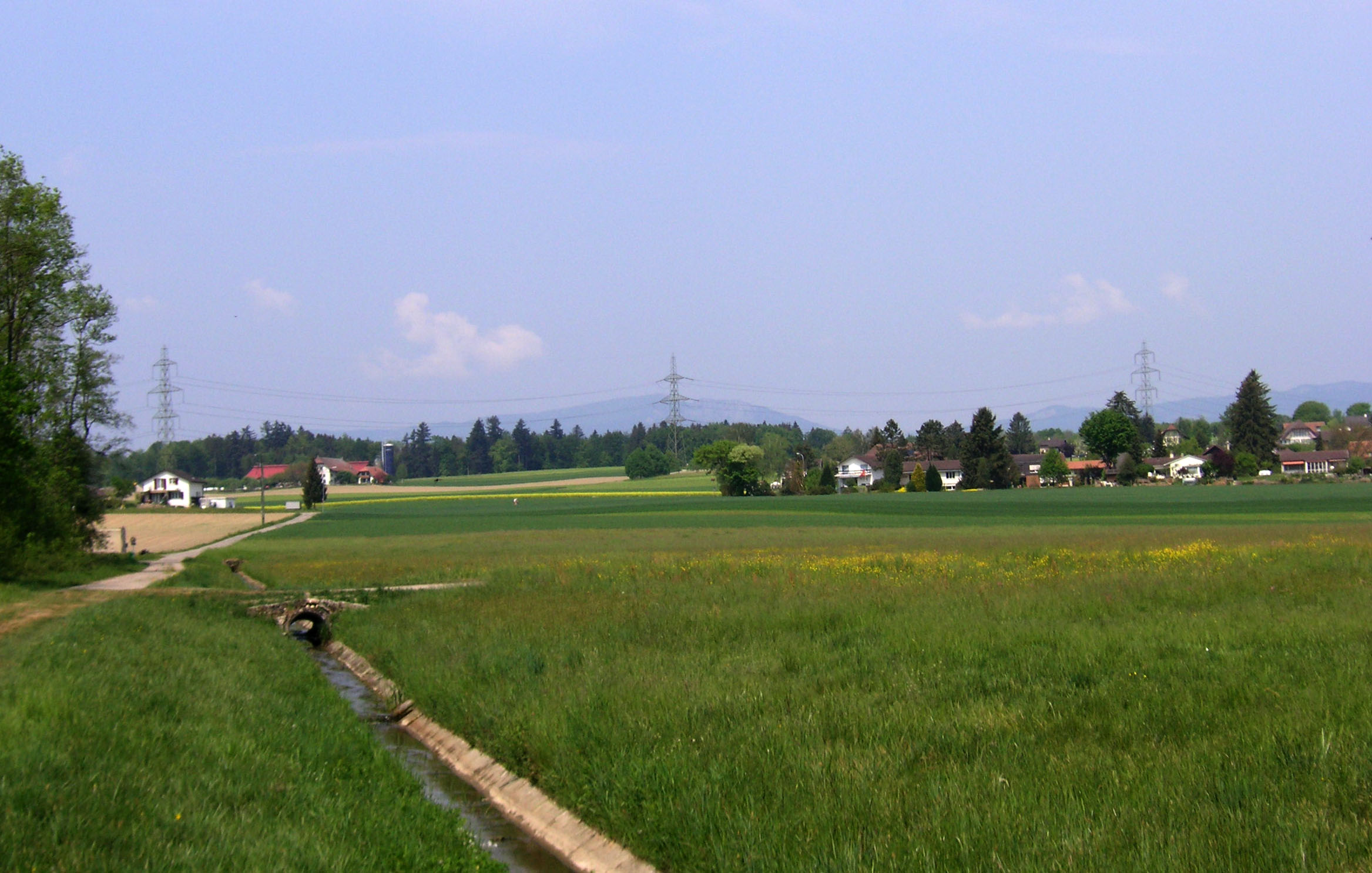
Ausfluss

## Nutzung

Luftbild von Walter Mittelholzer (1933)

Am Ostufer des Sees befinden sich ein Restaurant und daneben ein Strandbad mit einem 3-Meter-Sprungturm, das im Sommer rege genutzt wird. Etwas weiter nördlich am östlichen Ufer gibt es eine Bootsvermietung mit Holzruderbooten. Im Volg-Laden Äschi können Patente zum Fischen gelöst werden. Die öffentliche Wiese südwestlich vom Strandbad darf zum Grillieren und Baden genutzt werden, was oft schon im Mai möglich ist.

## Geschichte
In vier Bereichen des flachen Seeufers lagen urgeschichtliche Siedlungsplätze. Besonders gut erforscht sind die Fundorte Burgäschisee-Nord und Burgäschisee-Ost aus der Jungsteinzeit. Archäologische Feldarbeiten begannen bereits 1877.
Zwischen 1941 und 1943 wurde der Burgäschisee zur Gewinnung von Kulturland um zwei Meter abgesenkt. Dabei kamen auf den trockengelegten Uferpartien ausgedehnte Seeufersiedlungen zum Vorschein.
Die jungsteinzeitlichen Siedlungen gehören seit dem 27. Juni 2011 zum UNESCO-Weltkulturerbe.